# 松橋達矢
松橋 達矢（まつはし たつや、1979年 - ）は、日本の社会学者。日本大学文理学部教授

。
専門分野：歴史社会学、都市研究。所属学会：日本社会学会、日本都市学会 ほか。
2009年日本大学大学院文学研究科社会学専攻博士後期課程修了、博士（社会学）。
日本大学文理学部助教、日本大学文理学部若手特別研究員、日本大学・立正大学非常勤講師を経て現職。
『都市社会研究』査読委員。

## 著書
- 『モダン東京の歴史社会学 「丸の内」をめぐる想像力と社会空間の変容』/ ミネルヴァ書房（2012年）、
- 『鉄道は都市をどう変えるのか』 後藤 範章(編集)/ ミネルヴァ書房 - 共著